# سیارک ۵۲۷
سیارک ۵۲۷ (به انگلیسی: 527 Euryanthe، نامگذاری:1904NR) پانصد و بیست و هفتمین سیارک کشف شده‌است که در ۲۰ مارس ۱۹۰۴ و در هایدلبرگ کشف شد.
قدر مطلق سیارک برابر ۱۰٫۱۰ است.